# Porc espí de Voss
El porc espí de Voss (Coendou vossi) és una espècie de mamífer rosegador de la família dels porcs espins del Nou Món (Erethizontidae). És endèmic de Colòmbia. El seu hàbitat natural són les zones seques. És més petit que el porc espí dels quítxues, amb una llargada de cap a gropa de 26-33 cm. La cua ultrapassa el 70% de la llargada del cos. Fou anomenat en honor del mastòleg estatunidenc Robert Sheridan Voss, per les seves contribucions a l'estudi dels porcs espins arborícoles. Com que fou descoberta fa poc, l'estat de conservació d'aquesta espècie encara no ha estat avaluat formalment.